# Natação nos Jogos Olímpicos de Verão de 2016 - 200 m costas masculino
A competição dos 200 metros costas masculino da natação nos Jogos Olímpicos de Verão de 2016 foi disputada nos dias 10 e 11 de agosto no Estádio Aquático Olímpico.

## Medalhistas
| Ouro   | USA Ryan Murphy  |
| Prata  | AUS Mitch Larkin |
| Bronze | RUS Evgeny Rylov |

## Recordes
Antes desta competição, os recordes mundiais e olímpicos da prova eram os seguintes:
| Tipo | Atleta        | Tempo   | Local   | Data                |
| ---- | ------------- | ------- | ------- | ------------------- |
|      | Aaron Peirsol | 1:51.92 | Roma    | 31 de julho de 2009 |
|      | Tyler Clary   | 1:53.41 | Londres | 2 de agosto de 2012 |

## Resultados

### Eliminatórias
| Pos. | Elim. | Raia | Nadador            | CON                          | Tempo   | Notas |
| ---- | ----- | ---- | ------------------ | ---------------------------- | ------- | ----- |
| 1    | 2     | 4    | Evgeny Rylov       | RUS Rússia                   | 1:55.02 | Q     |
| 2    | 2     | 5    | Xu Jiayu           | CHN China                    | 1:55.51 | Q     |
| 3    | 4     | 4    | Mitch Larkin       | AUS Austrália                | 1:56.01 | Q     |
| 4    | 3     | 4    | Ryan Murphy        | USA Estados Unidos           | 1:56.29 | Q     |
| 5    | 3     | 5    | Jacob Pebley       | USA Estados Unidos           | 1:56.44 | Q     |
| 6    | 2     | 3    | Jan-Philip Glania  | GER Alemanha                 | 1:56.50 | Q     |
| 6    | 4     | 7    | Andrey Shabasov    | RUS Rússia                   | 1:56.50 | Q     |
| 8    | 4     | 3    | Ryosuke Irie       | JPN Japão                    | 1:56.61 | Q     |
| 9    | 2     | 2    | Christian Diener   | GER Alemanha                 | 1:56.62 | Q     |
| 10   | 4     | 6    | Josh Beaver        | AUS Austrália                | 1:56.65 | Q     |
| 11   | 3     | 6    | Li Guangyuan       | CHN China                    | 1:56.85 | Q     |
| 12   | 4     | 1    | Leonardo de Deus   | BRA Brasil                   | 1:57.00 | Q,    |
| 13   | 2     | 6    | Masaki Kaneko      | JPN Japão                    | 1:57.19 | Q     |
| 14   | 3     | 2    | Hugo González      | ESP Espanha                  | 1:57.50 | Q     |
| 15   | 4     | 8    | Corey Main         | NZL Nova Zelândia            | 1:57.51 | Q     |
| 16   | 3     | 3    | Yakov Toumarkin    | ISR Israel                   | 1:57.58 | Q     |
| 17   | 4     | 5    | Radosław Kawęcki   | POL Polônia                  | 1:57.61 |       |
| 18   | 1     | 4    | Robert Glință      | ROU Romênia                  | 1:57.91 |       |
| 19   | 2     | 7    | Ádám Telegdy       | HUN Hungria                  | 1:59.09 |       |
| 20   | 1     | 5    | Rexford Tullius    | ISV Ilhas Virgens Americanas | 1:59.14 |       |
| 21   | 4     | 2    | Danas Rapšys       | LTU Lituânia                 | 1:59.58 |       |
| 22   | 3     | 1    | Dávid Földházi     | HUN Hungria                  | 1:59.69 |       |
| 22   | 3     | 8    | Omar Pinzón        | COL Colômbia                 | 1:59.69 |       |
| 24   | 3     | 7    | Apostolos Christou | GRE Grécia                   | 1:59.78 |       |
| 25   | 2     | 1    | Mikita Tsmyh       | BLR Bielorrússia             | 2:00.96 |       |
| 26   | 1     | 3    | Boris Kirillov     | AZE Azerbaijão               | 2:05.01 |       |

### Semifinais

#### Semifinal 1
| Pos. | Raia | Nadador           | CON                | Tempo   | Notas |
| ---- | ---- | ----------------- | ------------------ | ------- | ----- |
| 1    | 5    | Ryan Murphy       | USA Estados Unidos | 1:55.15 | Q     |
| 2    | 4    | Xu Jiayu          | CHN China          | 1:55.66 | Q     |
| 3    | 6    | Ryosuke Irie      | JPN Japão          | 1:56.31 | Q     |
| 4    | 3    | Jan-Philip Glania | GER Alemanha       | 1:56.53 |       |
| 5    | 2    | Josh Beaver       | AUS Austrália      | 1:56.57 |       |
| 6    | 7    | Leonardo de Deus  | BRA Brasil         | 1:57.67 |       |
| 7    | 8    | Yakov Toumarkin   | ISR Israel         | 1:58.63 |       |
| 8    | 1    | Hugo González     | ESP Espanha        | 1:59.08 |       |

#### Semifinal 2
| Pos. | Raia | Nadador          | CON                | Tempo   | Notas |
| ---- | ---- | ---------------- | ------------------ | ------- | ----- |
| 1    | 4    | Evgeny Rylov     | RUS Rússia         | 1:54.45 | Q     |
| 2    | 5    | Mitch Larkin     | AUS Austrália      | 1:54.73 | Q     |
| 3    | 3    | Jacob Pebley     | USA Estados Unidos | 1:54.92 | Q     |
| 4    | 7    | Li Guangyuan     | CHN China          | 1:55.92 | Q     |
| 5    | 2    | Christian Diener | GER Alemanha       | 1:56.37 | Q     |
| 6    | 1    | Masaki Kaneko    | JPN Japão          | 1:56.78 |       |
| 7    | 6    | Andrey Shabasov  | RUS Rússia         | 1:56.84 |       |
| 8    | 8    | Corey Main       | NZL Nova Zelândia  | 1:58.08 |       |

### Final
| Pos.              | Raia | Nadador          | CON                | Tempo   | Notas           |
| ----------------- | ---- | ---------------- | ------------------ | ------- | --------------- |
| Medalha de ouro   | 6    | Ryan Murphy      | USA Estados Unidos | 1:53.62 |                 |
| Medalha de prata  | 5    | Mitch Larkin     | AUS Austrália      | 1:53.96 |                 |
| Medalha de bronze | 4    | Evgeny Rylov     | RUS Rússia         | 1:53.97 | Recorde europeu |
| 4                 | 2    | Xu Jiayu         | CHN China          | 1:55.16 |                 |
| 5                 | 3    | Jacob Pebley     | USA Estados Unidos | 1:55.52 |                 |
| 6                 | 7    | Li Guangyuan     | CHN China          | 1:55.89 |                 |
| 7                 | 8    | Christian Diener | GER Alemanha       | 1:56.27 |                 |
| 8                 | 1    | Ryosuke Irie     | JPN Japão          | 1:56.36 |                 |

Legenda
| Recorde mundial      | Recorde mundial (World record)               |                       | Recorde africano                      | Recorde africano (African) |                                           | Q | Classificado por posição (Qualified) |
| Recorde olímpico     | Recorde olímpico (Olympic record)            | Recorde da América    | Recorde da América (Americas)         | q                          | Classificado por melhor tempo (Qualified) |   |                                      |
| Melhor marca do ano  | Melhor marca do ano (World leading)          | Recorde asiático      | Recorde asiático (Asian)              | DNS                        | Não largou (Did not start)                |   |                                      |
| Recorde nacional     | Recorde nacional (National record)           | Recorde europeu       | Recorde europeu (European)            | DNF                        | Não terminou (Did not finish)             |   |                                      |
| Recorde pessoal      | Recorde pessoal do atleta (Personal best)    | Recorde da Oceania    | Recorde da Oceania (Oceania)          | DSQ / DQ                   | Desclassificado (Disqualified)            |   |                                      |
| Recorde da temporada | Recorde da temporada do atleta (Season best) | Recorde sul-americano | Recorde sul-americano (South America) | NM                         | Sem marca (No mark)                       |   |                                      |